# Люшков Генріх Самойлович
Ге́нріх Само́йлович Люшко́в (1900 , Одеса, Одеське градоначальництво, Російська імперія  — 19 серпня 1945 , Далянь, Ta-liend ) — один з керівників органів радянської державної безпеки, комісар державної безпеки 3-го рангу (29.11.1935). Утікач, який завдав чималої шкоди комуністичному режимові в СРСР.

## Біографія

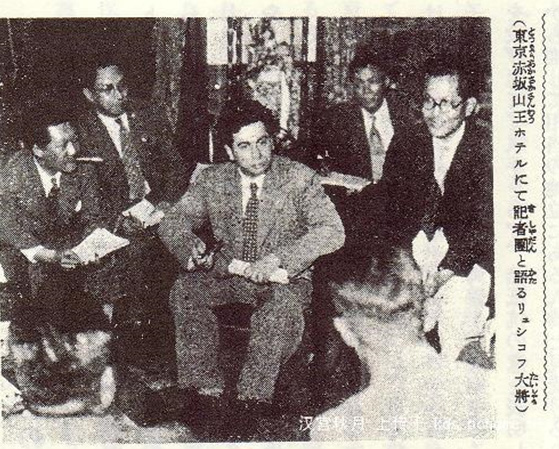
Люшков (у центрі) на прес-конференції в Токіо після своєї втечі.

Народився у лютому 1900 року в сім'ї одеського кравця-єврея. Від 1916 працював конторщиком. У липні 1917 вступив в РСДРП(б), згодом — у Червону гвардію в Одесі. У 1918—1919 роках на підпільній роботі. З лютого 1919 політпрацівник Червоної армії, начальник політвідділу бригади. У 1920 закінчив Гуманітарно-суспільний інститут, після червня 1920 — у ВЧК-ГПУ Тирасполя, Одеси, Кам'янця-Подільського, Проскурова (нині Хмельницький).
З травня 1930 року — голова Секретного відділу, з квітня 1931 — Секретно-політичного відділу (СПВ) ГПУ України. З серпня 1931 — заступник начальника СПВ ОГПУ-НКВС СРСР. На початку 1930-х Люшкова направили до Німеччини. Займався він промисловим шпигунством. У його завдання входило вивчення промислового потенціалу головної у той час німецької літакобудівної фірми «Юнкерс». Складена Люшковим ґрунтовна доповідь з цієї проблеми потрапила до Сталіна, який цікавився питаннями авіації. Він запам'ятав ім'я автора. Коли заарештували Ягоду, все керівництво СПВ було ліквідоване. Люшкова ці репресії не зачепили, навпаки, він дістав призначення на відповідальний пост начальника управління НКВД Азово-Чорноморського краю, що не могло відбутися без згоди вождя.
Від серпня 1936 — начальник управління НКВС Азово-Чорноморського краю. Від 1937 р. — депутат Верховної Ради СРСР 1-го скликання (представляв там Колиму), з липня — начальник управління НКВС Далекосхідного краю. Активний учасник більшовицьких репресій. Так, у 1937 — початку 1938 Люшков, у той час начальник Далекосхідного управління НКВС, за сталінським завданням керував арештами, розстрілами в краї (за один рік було репресовано 250 тисяч чоловік, з них 7 тисяч розстріляно), депортацією до Середньої Азії близько 200 тисяч корейців. Кавалер ордена Леніна (1937) i двох орденів Червоного прапора (бойового).
У середині 1938 Лев Мехліс і Михайло Фріновський приїхали «наводити лад» серед місцевих чекістів. Люшкову було запропоновано виїхати до Москви. 13 червня 1938, побоюючись арешту, перейшов кордон із Маньчжурією і здався японцям. Втеча комісара держбезпеки стала незабаром побічною причиною боїв на озері Хасан.
Співпрацював з таємними службами Японії, з розвідкою Квантунської армії. Після втечі працював у Токіо і Дайрені в розвідорганах японського генштабу (у «Бюро з вивчення Східної Азії», радником 2-го відділу штабу Квантунськой армії). Видав японцям найбільших агентів органів НКВС на Далекому Сході (зокрема, колишнього генерала В. Семенова — факт, встановлений істориком З. Балмасовим), що спростовує версії про втечу Люшкова як спецоперацію радянської розвідки з метою дезінформації.
Люшков зміг детально описати силу Червоної армії на Далекому Сході, в Сибіру та Україні, одночасно надавши радянські військові радіокоди. Його вважали дуже розумним і відданим справі, створення великих обсягів письмового матеріалу, але була певна невпевненість щодо його здатності надати корисну інформацію, специфічну для військових операцій.
Оскільки він проводив більше часу в Японії, його наполеглива праця вразила офіцерів японської розвідки, з якими йому доручили працювати. Штаб японської імператорської армії, однак, мав занепокоєння щодо його психологічного стану, особливо щодо статусу його дружини та доньки, про які він не чув жодних новин з моменту свого перебігу. Після невдалого пошуку агентами японської розвідки його сім’ї було вирішено план як заспокоїти, так і «одомашнити» Люшкова: його з’єднають з жінкою, щоб відволікти його від питання про статус його сім’ї та вкорінити в Японії. Остаточна пара знайшлася після того, як Люшков відмовив кільком білоемігранткам.
У якийсь момент він почав будувати плани подорожі в Сполучені Штати і зв’язався з американським видавцем щодо можливої автобіографії, яку він напише. Він побоювався, що йому можуть перешкодити покинути Японію, і пішов так далеко, що домовився про письмову гарантію безпечної поведінки.

## Зникнення і смерть
Після капітуляції Німеччини 20 липня 1945 Люшкова відправили на роботу в органи спеціальної розвідки японської Квантунської армії в маріонеткову державу Маньчжоу-Го. 9 серпня 1945 почалося радянське вторгнення в Маньчжурію, і Люшков зник серед замішання, викликаного раптовим нападом. Його остаточна доля довгий час була невідома, як повідомляється, востаннє його бачили в натовпі на залізничному вокзалі Даляня. Деякі теорії стверджують, що він потрапив у полон до Червоної армії або що його вбили за наказом офіцера японської спеціальної розвідки.
1979 Ютака Такеока, який був молодим офіцером розвідки та керівником Люшкова наприкінці війни, публічно зізнався, що він стратив Люшкова ввечері 19 серпня 1945. З наближенням радянських військ Такеока спочатку був задоволений тим, що дозволив Люшкову спробувати здійснити втечу, але його начальник, генерал Гендзо Янагіта, сказав йому, що це неприйнятно, оскільки Люшков міг видати японські військові секрети Радянському Союзу, коли він неминуче потрапив би в полон. Такеока зустрічався з Люшковим у його готельному номері в Даляні і намагався схилити Люшкова до самогубства; коли Люшков відмовився і заявив про свій намір утекти, Такеока застрелив його. Люшкова кремували, а прах поховали в храмі невідомо померлих.